# Academia Nacional de Ciencias de Georgia
La Academia Nacional de Ciencias de Georgia (en georgiano: საქართველოს მეცნიერებათა ეროვნული აკადემია, translit.: sakartvelos metsnierebata erovnuli ak'ademia; hasta noviembre de 1990: Academia de Ciencias de la RSS de Georgia) es una Academia de Ciencias que agrupa a sesenta y tres institutos de investigación de Georgia. La Academia de Ciencias georgiana coordina la investigación fundamental en Georgia y mantiene vínculos con numerosos países extranjeros. Su sede se halla en Tiflis en la avenida Rustaveli.

## Historia

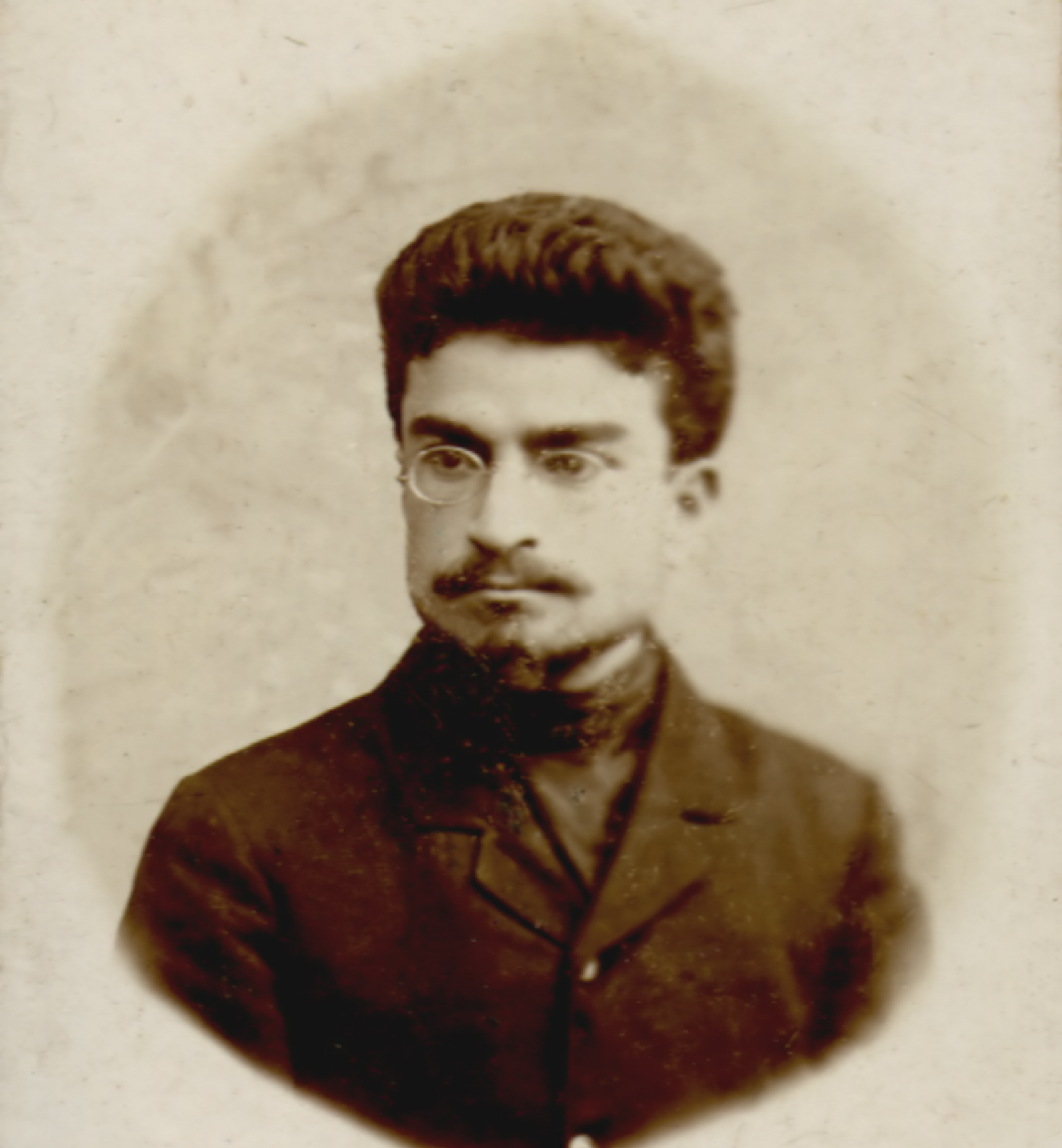
Ivane Beritashvili, miembro fundador de la Academia.

Entre 1932 y 1933 se creó la filial de la Academia de Ciencias de la Unión Soviética en la República Socialista Soviética de Transcaucasia, que sería dividida en 1935 en las filiales de la República Socialista Soviética de Azerbaiyán, la República Socialista Soviética de Armenia y la República Socialista Soviética de Georgia. La Academia de Ciencias de la RSS de Georgia fue fundada el 10 de febrero de 1941 sobre esta última y sobre establecimientos científicos previos, ligados a la Universidad Estatal de Tiflis. 
Sus miembros fundadores fueron: los miembros correspondientes  de la Academia de Ciencias de la URSS Guiorgui Ajvlediani (lingüista), Guiorgui Jachapuridze (historiador) y Akaki Shanidze (lingüista), los académicos de la misma Ivane Beritashvili (fisiólogo) y Nikoloz Musjelishvili (matemático), Iliá Vekua (matemático), Simón Janashia (historiador), Aleksandr Janelidze (geólogo), Kiriak Zavriyev (ingeniero mecánico), Filip Záitsev (zoólogo), Tarasi Kvaratsjelia (cultivos subtropicales), Korneli Kekelidze (filólogo), Nikó Ketsjoveli (botánico), Aleksandr Tvalchrelidze (minerólogo), Dimitri Uznadze (psicólogo), Arnold Chikobava (lingüista) y Guiorgui Chubinashvili (lingüista).
Las escuelas georgianas de matemáticas, física, psicología, filosofía, fisiología, botánica, orientalismo, lingüística, arqueología, etnografía y paleobiología recibieron gran reconocimiento en la Unión Soviética.
En 1995 fue transformada en la Academia Nacional de Ciencias de Georgia, entrando en el Consejo Internacional para la Ciencia (ICSU), con se de en París, Francia. En 2007 se llevó a cabo una reforma que retiraba de la supervisión de la Academia a todos los Institutos de Investigación Científica del país, que pasaron al control de las Universidades. La Academia publica la revista científica "Boletín de la Academia de Ciencias de Georgia.

## Presidentes de la Academia
- 1941: Nikoloz Musjelishvili (matemático)
- 1972: Iliá Velua (matemático)
- 1978: Yevgeni Jaradze (astrofísico)
- 1986: Albert Tavjelidze (físico)
- 2005: Tamaz Gamkrelidze (lingüista)
- 2013: Guiorgui Kvesitadze (biólogo)

## Secciones

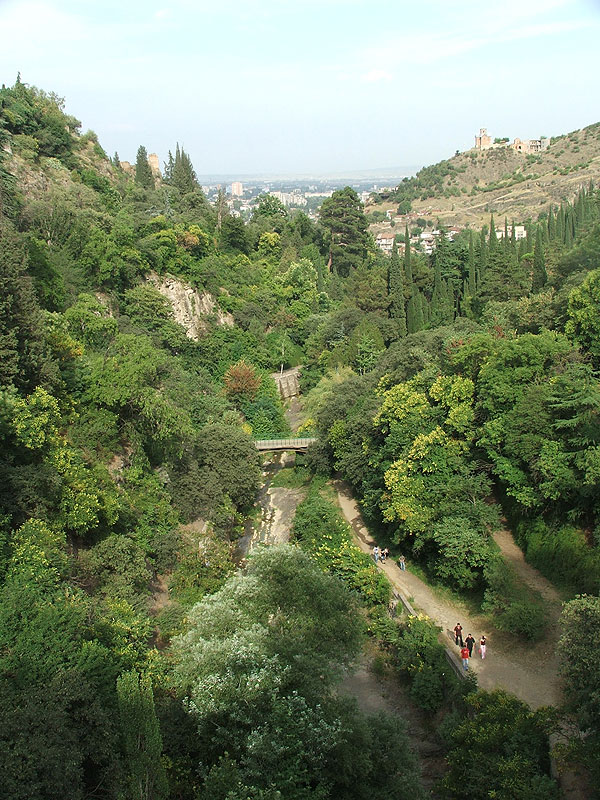
Jardín Botánico de Tiflis.

En la Academia Nacional de Ciencias de Georgia, por ley, no puede haber más 70 miembros activos (académicos). Otras categorías de pertenencia son:  miembro correspondiente, miembro honorario y miembro extranjero.
Todos los miembros de la academia pertenecen a una de sus nueve secciones:
- Sección de ciencias biológicas.
- Sección de matemáticas y física.
- Sección de ciencias de la Tierra
- Sección de ciencias sociales.
- Sección de mecánica aplicada, la construcción de maquinaria y energética.
- Sección de ciencias de la agricultura.
- Sección de fisiología y medicina.
- Sección de química y tecnología química.
- Sección de lengua, literatura y arte.

La Academia comprende el Jardín Botánico de Tiflis y el Jardín Botánico de Batumi.

## Miembros actuales

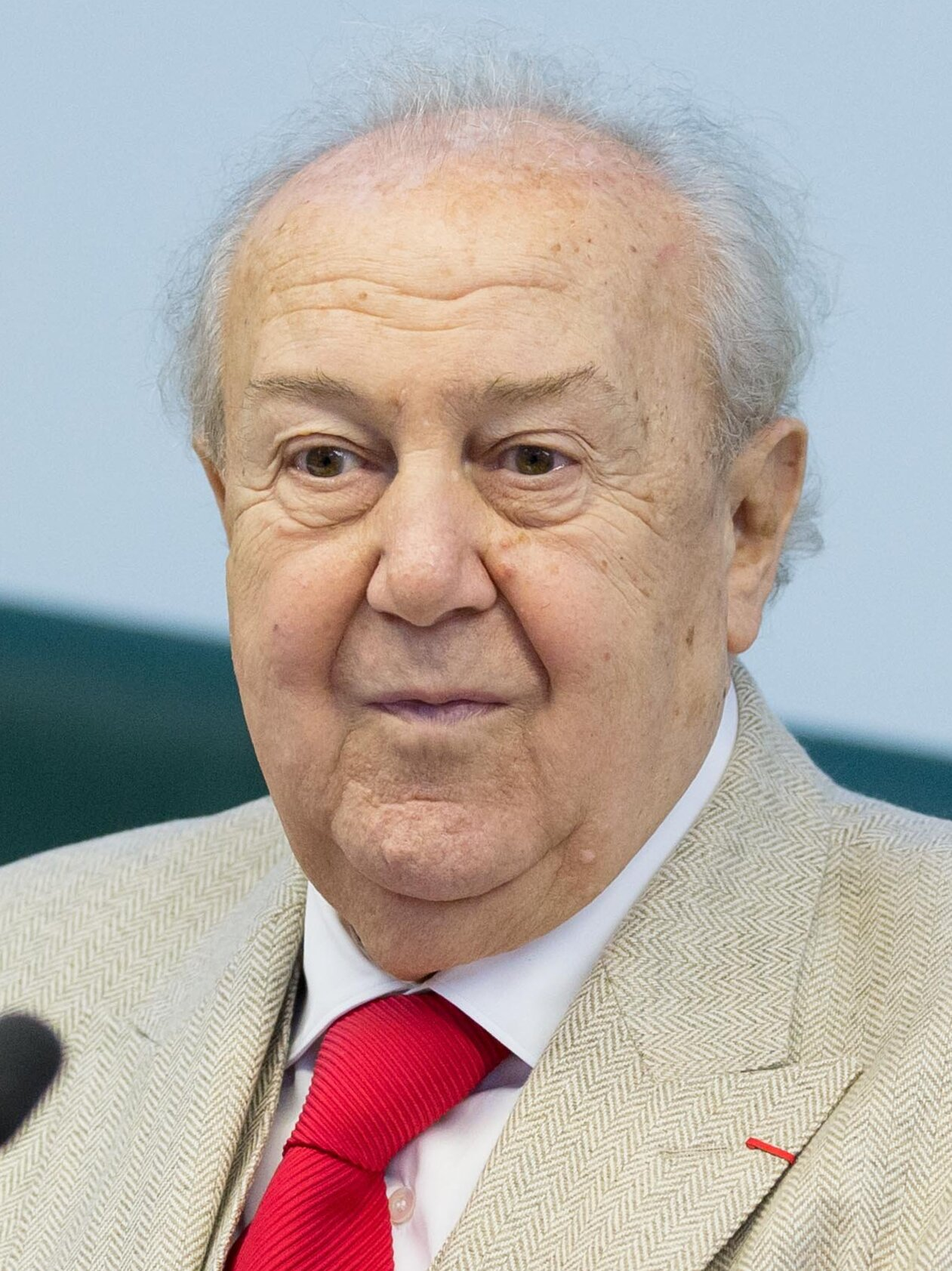
Zurab Tsereteli, miembro de la Academia.

Entre los miembros georgianos actuales destacan Tamaz Gamkrelidze (lingüista), Zaza Aleksidze (historiador), Bachana Bregvadze (escritor), Revaz Gamkrelidze (topólogo), Vladimer Papava (economista), Elguja Khintibidze (filólogo), Eteri Kemertelidze (biólogo), David Lordkipanidze (paleoantropólogo), Mariam Lordkipanidze (historiadora), Elguja Medzmariashvili (ingeniero militar), Mijaíl Jananashvili (fisiólogo) y Zurab Tsereteli (artista).
La Academia cuenta con un buen número de miembros extranjeros, como Zhorés Alfiórov, Mamed Alíyev, Serguéi Ambartsumián, Aleksandr Andréyev, Michael Atiyah, Ofer Bar-Yosef, Leo Bokériya, Jan Braun, Mijailo Gasik, Víktor Gelovani, Mijaíl Davydov, Anatoli Kliósov, Serguéi Korikovski, Vladímir Kotliakov, Oleg Krojin, Vladímir Kuznetsov, Luigi Magarotto, Besarión Mesji, Serguéi Mirónov, Yoichiro Nambu, Oleg Nefiódov, Yuri Ósipov, Borís Patón, Peter Raven, Anri Rukadze, Víktor Sadóvnichi, Víktor Skopenko, Aleksandr Spirin, Jānis Stradiņš, Vladímir Fórtov, Aslán Tsibadze, Aarón Ciechanover y Friedrich Ehrendorfer.
El patriarca de Constantinopla Bartolomé I, el patriarca de Georgia Elías II, la historiadora francesa Hélène Carrère d'Encausse y el profesor y político español Federico Mayor Zaragoza, son académicos y miembros de honor.

## Otras Academias en Georgia
Además de la Academia de Ciencias de Georgia, existen la Academia Georgiana de Ciencias Agronómicas, la Academia de Ciencias Biomédicas de Georgia y  la Academia Regional de Ciencias de Abjasia (fundada en 1995 por refugiados). Tienen su sede en Tiflis.